# Mamorino4
mamorino 4（マモリーノ フォー）は、ZTEコーポレーションが日本国内向けに開発した、auブランドを展開するKDDIおよび沖縄セルラー電話の第3.9世代移動通信システム（au 4G LTE/au VoLTE）対応通話・通信機能付き防犯ツールである。製造型番はZTF32（ゼットティーエフ サンニ）。

## 概要
2013年1月に発売されたmamorino3（KYY05）の後続機種である。先代のmamorino3までは京セラが製造を行っていたが、本機種のみZTEが製造を行っている。
先代のコンセプトを踏襲しつつ、新たに約2.8インチのタッチパネルディスプレイを搭載。更に音声操作補助機能も搭載し、音声操作で電話やメッセージ (SMS) を音声操作によって利用可能である。先代機種同様、防水(IPX5/IPX7等級)・防塵(IP5X等級)機能、耐衝撃性能(MIL-STD-810G Method 516.6:Shock-ProcedureIV）にも対応している。また、mamorinoシリーズ初のBluetooth搭載機種である。
当機種はSIMロック解除の義務化開始後に発売された機種であるが、日本国内の周波数帯専用音声端末扱いとなるため既存のmamorino Watch（ZTF31）やかんたんケータイ（KYF32）同様、SIMロック解除に関しては非対応となる。

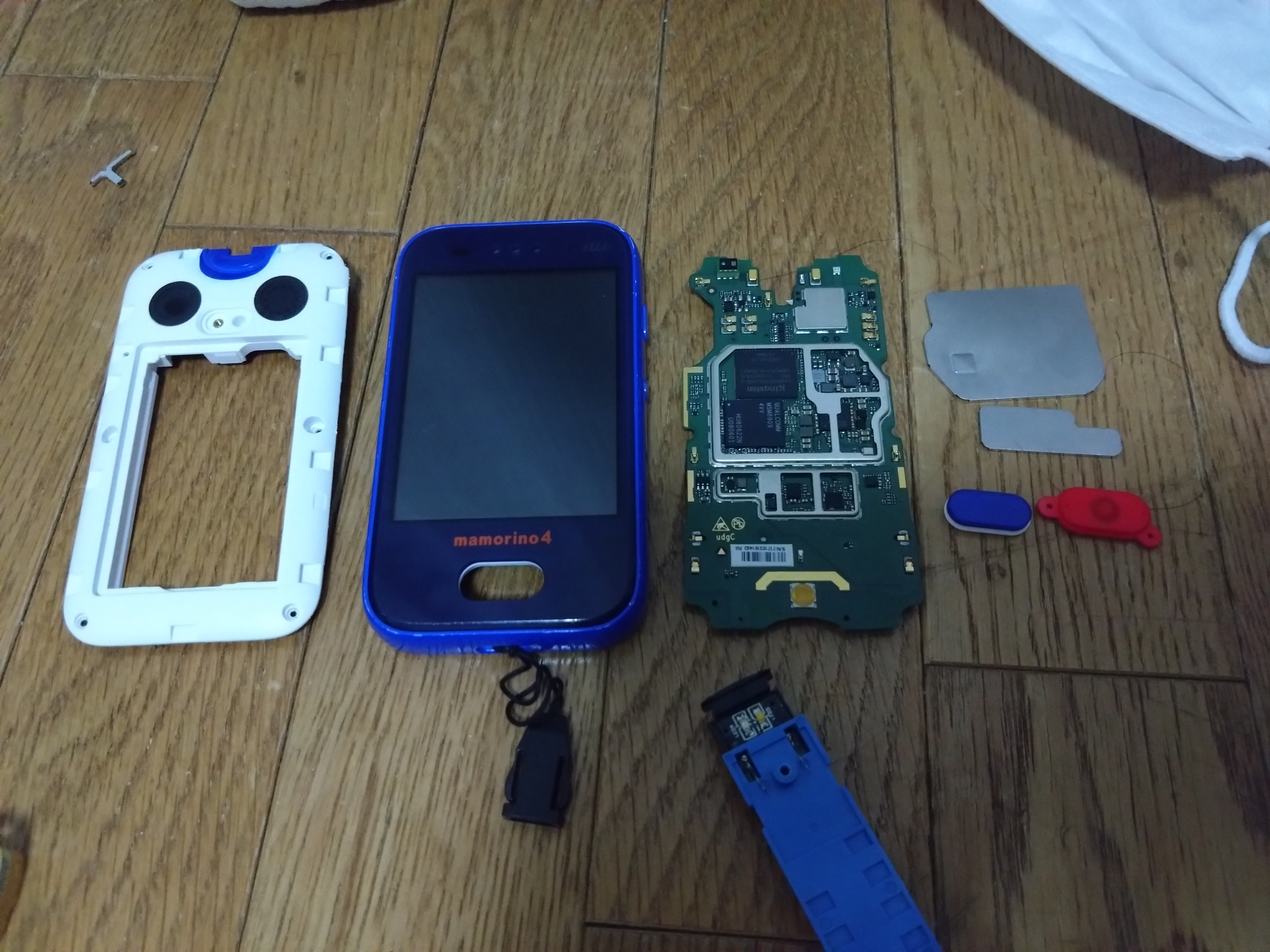
ZTF32の分解画像

以下に本体を分解した写真である。

## 沿革
- 2018年（平成30年）1月9日 - KDDI、およびZTEより公式発表。
- 2018年（平成30年）2月2日 - 全国にて一斉発売。

## 主な機能・対応サービス
- 防水性能（IPX5/IPX7等級）
- 防塵性能（IP5X等級）
- 耐衝撃性能（MIL-STD-810G Method 516.6:Shock-ProcedureIV）
- ココセコム（別途セコムとの契約が必要）
- au ICカード（au Nano IC Card 04 LE）対応（ただし、グローバルパスポートのレンタルサービスには非対応）

など